# Декларация на Обединените нации
Декларацията на Обединените нации е документ от времето на Втората световна война. Декларацията е подписана след проведени усилени консултации на 1 януари 1942 г. във Вашингтон от 26 държави, създали военно-политическия съюз Обединени нации за съвместно участие във Втората световна война.  Декларацията е написана на основата на Атлантическата харта. В нея като главен противник е определен военно-политическият съюз Тристранен пакт и явлението хитлеризъм. Големите три държави в Обединените нации, Обединеното кралство Великобритания и Северна Ирландия, СССР и САЩ определят съюзническата стратегия във войната. Формулира се на Техеранската (1943), Бретън-Удската (1944), Ялтенската и Потсдамската конференция (1945).

## Текст
Декларация на Обединените нации. 1 януари 1942 г.
Обща декларация на САЩ, Обединеното кралство Великобритания и Северна Ирландия, СССР, Китай, Австралия, Белгия, Канада, Коста Рика, Куба, Чехословакия, Доминиканска република, Салвадор, Гърция, Гватемала, Хаити, Хондурас, Индия, Люксембург, Холандия, Нова Зеландия, Никарагуа, Норвегия, Панама, Полша, Южноафрикански съюз и Югославия.
Правителствата, подписали настоящата декларация, присъединили се към общата програма от цели и принципи, въплътени в Общата декларация на президента на САЩ и министър-председателя на Великобритания от 14 август 1941 г., известна под наименованието Атлантическа харта,
убедени, че пълната победа над техните врагове е необходима за защита на живота, свободата, независимостта и религиозната свобода и запазване на човешките права и справедливост както в техните собствени страни, така и в другите страни, и че днес те са заети с общата борба против дивите и зверски сили, стремящи се да покорят света, заявяват:
1. Всяко правителство се задължава да употреби всички свои ресурси, военни и икономически, против тези членове на Тристранния пакт и присъединилите се към него, с които това правителство се намира във война.
2. Всяко правителство се задължава да сътрудничи с правителствата, подписали настоящата декларация, и да не сключва сепаративно примирие или мир с враговете.
Към гореизложената декларация могат да се присъединят други нации, които оказват или могат да оказват материална помощ и съдействие в борбата за победата над хитлеризма. 